# Драматичен театър „Апостол Карамитев“
Драматичен театър „Апостол Карамитев“ се намира в град Димитровград. Наименуван е на известния български актьор Апостол Карамитев. Той е единственият държавен театър, който не се намира в областен център.

## История
Театърът официално отваря врати през 1953 г. като Общински драматичен театър. Първото представление на театралната сцена е „Службогонци“ на Иван Вазов. През 1964 г. театърът е закрит и сградата изпълнява функцията на втора сцена на Хасковския театър. Възстановен е като държавен театър през 1972 г., а от 1973 г. носи името на починалия през същата година Апостол Карамитев. През 1994 г. е трансформиран в държавна открита театрална сцена „Апостол Карамитев“. С постановление на Министерския съвет от 2011 г. е превърнат в Общински драматичен театър „Апостол Карамитев“.
През 2006 г. ръководството на театъра учредява награда „Любимец 13“, която се връчва от публиката. Към днешна дата нейните носители са 7 – актьорите Валентин Танев, Ивайло Христов, Камен Донев, Христо Мутафчиев, Асен Блатечки, Калин Врачански и Герасим Георгиев – Геро. През 2013 г. екипът на театъра създава Фестивал на актьорското майсторство, а на следващата година източно от сградата на театъра е открит паметник на Апостол Карамитев.
През 2023 г. театърът е изцяло реновиран. Разполага с 438 седящи места.